# Parliament of Fowls
Parliament of Fowls of Parlement of Foules (Parlement van Vogels), ca. 1380-1382, is een gedicht van Geoffrey Chaucer (ca. 1343-1400) bestaande uit ongeveer 700 versregels. Het gedicht behoort tot het literaire genre van het droomvisioen en is opgesteld in rhyme royal (koninklijk rijm). Interessant is verder dat het de eerste bekende verwijzing bevat naar het vieren van Valentijnsdag, een speciale dag voor geliefden.